# 柳原戸兵衛
柳原 戸兵衛（やなぎはら とへえ、生年不詳 - 1650年? ）は、安土桃山時代の忍者。伊達政宗が安部重定に命じて編成した黒脛巾組の組頭となる。組頭は戸兵衛と世瀬蔵人が務めた。姓は「鹿又 (かのまた)」、または「鹿股」とする文献もある。
陸奥国南方の調略活動を担当していた重定の指揮下で、蔵人と下忍50人を率いて諜報・流言任務に携わった。部下に太宰金助、大林坊俊海など。

## 概要
生まれや前半生についての資料は見つかっておらず、明らかでない。
『伊達秘鑑』によれば世瀬蔵人とともに、黒脛巾組の頭として50名の忍者を指揮し、安部重定に従った。配下を山伏や商人に変装させて周辺諸国に潜入、諜報活動や情報かく乱、敵の忍者の探索、味方の道案内の他、兵糧・竹木・武器などの運搬に携わったとされる。
1586年 (天正13年)に起きた人取橋の戦いでは、兵力において伊達軍の8000に対して佐竹側の連合軍30000と圧倒的に不利であった伊達軍であったが、連合軍側に潜入していた黒脛巾組が石川昭光や白河義親が伊達に味方するという偽情報を流し、疑心暗鬼に陥らせて連合軍諸将に軍を退かせることに成功した。
のちに「鹿股」と改姓した。宮城県仙台市太白区西多賀に「鹿股戸兵衛之墓」が残っており、墓石に1650年 (慶安3年)に死去し、1849年に再建されたと刻まれている。